# 몬토리오알보마노
몬토리오알보마노(이탈리아어: Montorio al Vomano)는 이탈리아 아브루초주 테라모도에 위치한 코무네다. 그란 사소 에 몬티 델라 라가 국립 공원에 위치해있다.

## 지리
도시는 보마노 계곡 내부로 들어가는 입구 앞에 위치해있다. 몬토리오알보마노 지역은 산악지형에 속하지만, 대부분이 언덕이고 열린 평원지대이다. 도시 위쪽에는 스페인의 마르체세 델 카르피오(Marchese del Carpio)가 산적때들을 감시하기 위해 건설한 산 카를로(San Carlo) 요새의 폐허가 있다.
도시 명칭에 있는 몬토리오(Montorio)에 대한 여러 가설들이 있는데, 그중 가장 유력한것은 마을 주위의 평원이 황금색 곡물들로 뒤덮일때에서 유래한 라틴어 몬스 아우레우스(Mons Aureus, 황금 산)에서 유래했다는 것이다. 이 이론을 뒷받침할 것들로는 조각과 마을 상징물의 배치도에서 세 개의 언덕 꼭대기에 각각 곡물들이 있다.

## 역사
밝혀지지 않은 헤라클레스에게 봉헌된 신전의 폐허가 이 도시의 유래로 증명되고 있다. 오늘날에는 이 지역에 오래된 로마의 도시인 베레그라(Beregra)에 있던것으로 믿어지고 있다. 다른 역사가들과 고고학자들은 베레그라가 이곳보다 좀더 북쪽에 있는 도시이기에, 그곳이 이 근처 도시인 치비텔라델트론토인것으로 믿고 있다. 이 도시에 대한 기록은 최근의 이름인 몬토리오알보마노 이전의 이름 몬스 아우레우스로서 언급된다. 15세기에는 나폴리의 알폰소 5세의 칙령에 따라, 라퀼라 근처에 있던 피에트로 캄포네스키 봉건령에 합병이 된다. 결혼 동맹으로 인하여 나폴리에서 카라파(Carafa)와 카라촐로(Caracciolo) 가문의 지배하에 넘어가기도 하였다. 1596년에는 크레셴치(Crescenzi) 가문이 다시 한번 나폴리에게 어쩔수 없이 이곳을 양도하기 이전에 로마로부터 도시에 대한 통제권을 가져오기도 하였다.

## 자매 도시
- 이탈리아 아프릴리아